# 사실 나는
《사실 나는》(実は私は, I am...)은 마스다 에이지가 그린 일본의 만화 작품이다. 아키타 쇼텐의 "주간 소년 챔피언"에서 2013년 9호부터 연재했으며 2017년 12호에 완결되었다.

## 개요
캐치프레이즈는 「조금 바보 인간 세상 밖의 히로인 러브코미디」. 장르는 일단 러브코미디이나, 캐릭터들이 비정상적으로 괴상한 설정인 상, 개성적인 성격인 인물이 많기 때문에 극히 하이텐션인 개그 요소가 많다. 그러나 때때로 진지한 전개가 나온 적이 있다. 각화의 타이틀은 극히 일부를 제외하고 「○○하자!」의 형태를 가지고 있다.
2015년 1월 29일에 발매된 『주간 소년 챔피언』 9호에 텔레비전 애니메이션화가 발표되었고, 같은 해 7월부터 9월까지 TV 도쿄 계열에서 방송되었다.

### 참조주
1. ↑  増田英二「実は私は」TVアニメ化決定！チャンピオン発の人外ラブコメ（コミックナタリー、2015年1月29日）